# Макфарлан (Північна Кароліна)
Макфарлан (англ. McFarlan) — місто (англ. town) в США, в окрузі Енсон штату Північна Кароліна. Населення — 94 особи (2020).

## Географія
Макфарлан розташований за координатами 34°48′53″ пн. ш. 79°58′36″ зх. д. / 34.81472° пн. ш. 79.97667° зх. д. (34.814816, -79.976626).  За даними Бюро перепису населення США в 2010 році місто мало площу 2,38 км², уся площа — суходіл.

## Демографія
Згідно з переписом 2010 року, у місті мешкало 117 осіб у 42 домогосподарствах у складі 26 родин. Густота населення становила 49 осіб/км².  Було 50 помешкань (21/км²).
Расовий склад населення:
| - 63,2 % — білих - 23,1 % — чорних або афроамериканців - 0,9 % — корінних американців - 12,8 % — осіб інших рас |

До двох чи більше рас належало 0,0 %. Частка іспаномовних становила 18,8 % від усіх жителів.
За віковим діапазоном населення розподілялося таким чином: 31,6 % — особи молодші 18 років, 49,6 % — особи у віці 18—64 років, 18,8 % — особи у віці 65 років та старші. Медіана віку мешканця становила 40,2 року. На 100 осіб жіночої статі у місті припадало 88,7 чоловіків;  на 100 жінок у віці від 18 років та старших — 77,8 чоловіків також старших 18 років.
Середній дохід на одне домашнє господарство  становив 37 431 долар США (медіана — 20 750), а середній дохід на одну сім'ю — 50 732 долари (медіана — 28 750). За межею бідності перебувало 32,1 % осіб, у тому числі 78,4 % дітей у віці до 18 років та 12,8 % осіб у віці 65 років та старших.
Цивільне працевлаштоване населення становило 54 особи. Основні галузі зайнятості: роздрібна торгівля — 25,9 %, сільське господарство, лісництво, риболовля — 16,7 %, освіта, охорона здоров'я та соціальна допомога — 9,3 %, транспорт — 7,4 %.